# Stawiszyn
Stawiszyn é um município da Polônia, na voivodia da Grande Polônia e no condado de Kalisz. Estende-se por uma área de 0,99 km², com 1 530 habitantes, segundo os censos de 2017, com uma densidade de 1545,5 hab/km².